# Rafael Yela Günther

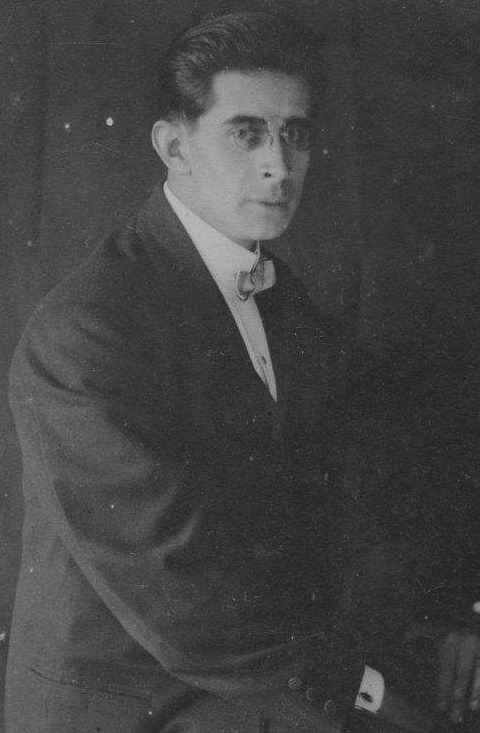
Rafael Yela Günther (1910)

Rafael Yela Günther (* 18. September 1888 in Guatemala-Stadt; † 17. April 1942 ebenda) war ein guatemaltekischer Bildhauer und Maler.

## Biografie
Yela erlernte die Bildhauerei zunächst bei seinem Vater, dem Bild- und Steinbildhauer Baldomero Yela Montenegro (1859–1909), später beim Venezolaner Santiago González. Die Technik des Bronzegusses erlernte er bei einem Kurs des Italieners Antonio Doninelli. Bereits in jungen Jahren machte er Bekanntschaft mit bedeutenden Künstlern, darunter  Carlos Mérida, Carlos Mauricio Valenti Perrillat und Jaime Sabartés. Um 1921 ging er nach Mexiko, wo er Diego Rivera kennenlernte und durch die Bekanntschaft mit dem Anthropologen Manuel Gamio erste Berührungspunkte mit der Kunst der Maya und Azteken bekam. 1922 entstand eines seiner bedeutendsten Werke, ein dreiteiliges Wandrelief mit dem Titel „Tríptico de la Raza“ (span. für Triptychon der Rasse) für das Museo Arqueológico de Teotihuacán, das später in den 1960er-Jahren zerstört wurde. Von 1926 bis 1930 lebte Yela vorübergehend in den Vereinigten Staaten. Danach schuf er in seinem Heimatland mehrere imposante Werke. Zuletzt war er bis zu seinem Tode mehrere Jahre Leiter der nationalen Kunsthochschule für plastische Künste in Guatemala-Stadt.

## Werke (Auswahl)
- „José-Francisco-Barrundia“-Denkmal, Hauptfriedhof von Guatemala-Stadt (1905/1906)
- „Isabel-La-Católica“-Denkmal, Guatemala-Stadt (1915)
- Denkmal für die Führer der Unabhängigkeitsbewegung, Guatemala-Stadt (1934/1935)
- „Jacinto-Rodríguez-Díaz“-Mausoleum (1932)
- Heldendenkmal für Tecun Uman, Quetzaltenango
- „Justo-Rufino-Barrios“-Denkmal (1941)